# Les Fleurs bleues (film, 2016)
Pour plus de détails, voir Fiche technique et Distribution.
Les Fleurs bleues (Powidoki) est un film biographique dramatique polonais réalisé par Andrzej Wajda, et sorti en 2016. Il s'agit du dernier film du réalisateur Polonais, qui décède quelque temps après son avant-première au Toronto International Film Festival à l'automne 2016.

## Synopsis
Wladyslaw Strzeminski est un peintre et théoricien de l'art polonais. Artiste d'avant-garde, il est peu soucieux de réalisme socialiste et se trouve en butte au harcèlement du régime stalinien.

## Fiche technique
- Titre original : Powidoki
- Titre français : Les Fleurs bleues
- Titre anglais : Afterimage
- Réalisation : Andrzej Wajda
- Scénario : Andrzej Mularczyk
- Montage : Grażyna Gradoń
- Costumes : Katarzyna Lewinska
- Musique : Andrzej Panufnik
- Production :
- Photographie : Paweł Edelman
- Décors : Marek Warszewski
- Pays d’origine :  Pologne
- Langue : polonais
- Format : 2.35 : 1
- Genre : Drame biographique
- Durée : 98 minutes
- Dates de sortie :

TIFF : 10 septembre 2016
Pologne : 3 mars 2017
France : 22 février 2017

## Distribution
- Bogusław Linda : Władysław Strzemiński
- Aleksandra Justa : Katarzyna Kobro
- Bronisława Zamachowska : Nika Strzemińska
- Zofia Wichłacz : Hania
- Krzysztof Pieczyński : Julian Przyboś
- Mariusz Bonaszewski : Madejski
- Szymon Bobrowski : Włodzimierz Sokorski
- Aleksander Fabisiak : Rajner
- Paulina Gałązka : Wasińska
- Irena Melcer : Jadzia
- Tomasz Chodorowski : Tomek
- Filip Gurlacz : Konrad
- Mateusz Rusin : Stefan
- Mateusz Rzezniczak : Mateusz
- Tomasz Włosok : Roman
- Adrian Zaremba : Wojtek

## Récompenses et distinctions
Le film est proposé à l'Oscar du meilleur film en langue étrangère pour la Pologne.